# Amir Mochammad
Amir Chamajuni Mochammad (in russo Амир Хамаюни Мохаммад?; Machačkala, 23 febbraio 1996) è un calciatore russo con cittadinanza afghana, attaccante del Baltika.

## Biografia
È nato da padre afghano e madre russa. Anche suo fratello Šarif è un calciatore.

## Carriera
Ha esordito in Prem'er-Liga il 28 luglio 2018 disputando con l'Anži l'incontro vinto 0-1 contro l'Ural.

## Statistiche

### Presenze e reti nei club
Statistiche aggiornate al 19 agosto 2021.
| Stagione              | Squadra               | Campionato            | Campionato | Campionato | Coppe nazionali | Coppe nazionali | Coppe nazionali | Coppe continentali | Coppe continentali | Coppe continentali | Altre coppe | Altre coppe | Altre coppe | Totale | Totale |
| Stagione              | Squadra               | Comp                  | Pres       | Reti       | Comp            | Pres            | Reti            | Comp               | Pres               | Reti               | Comp        | Pres        | Reti        | Pres   | Reti   |
| --------------------- | --------------------- | --------------------- | ---------- | ---------- | --------------- | --------------- | --------------- | ------------------ | ------------------ | ------------------ | ----------- | ----------- | ----------- | ------ | ------ |
| 2016-2017             | Legion Dinamo         | 2D                    | 24         | 1          | CR              | 3               | 0               |                    | -                  | -                  |             | -           | -           | 27     | 1      |
| 2017-2018             | Legion Dinamo         | 2D                    | 31         | 10         | CR              | 1               | 0               |                    | -                  | -                  |             | -           | -           | 32     | 10     |
| Totale Legion Dinamo  | Totale Legion Dinamo  | Totale Legion Dinamo  | 55         | 11         |                 | 4               | 0               |                    | -                  | -                  |             | -           | -           | 59     | 11     |
| 2018-feb. 2019        | Anži                  | PL                    | 6          | 0          | CR              | 1               | 0               |                    | -                  | -                  |             | -           | -           | 7      | 0      |
| feb.-mag. 2019        | Legion Dinamo         | 2D                    | 7          | 0          |                 | -               | -               |                    | -                  | -                  |             | -           | -           | 7      | 0      |
| 2019-2020             | Legion Dinamo         | 2D                    | 16         | 2          | CR              | 1               | 0               |                    | -                  | -                  |             | -           | -           | 17     | 2      |
| Totale Legion Dinamo  | Totale Legion Dinamo  | Totale Legion Dinamo  | 23         | 2          |                 | 1               | 0               |                    | -                  | -                  |             | -           | -           | 24     | 2      |
| lug.-dic. 2020        | Krasnyj Smolensk      | 2D                    | 10         | 2          |                 | -               | -               |                    | -                  | -                  |             | -           | -           | 10     | 2      |
| feb.-mag. 2021        | Avangard Kursk        | 2D                    | 10         | 0          |                 | -               | -               |                    | -                  | -                  |             | -           | -           | 10     | 0      |
| 2021-2022             | Avangard Kursk        | 2D                    | 3          | 1          | CR              | 2               | 1               |                    | -                  | -                  |             | -           | -           | 5      | 2      |
| Totale Avangard Kursk | Totale Avangard Kursk | Totale Avangard Kursk | 13         | 1          |                 | 2               | 1               |                    | -                  | -                  |             | -           | -           | 15     | 2      |
| Totale carriera       | Totale carriera       | Totale carriera       | 107        | 16         |                 | 8               | 2               |                    | -                  | -                  |             | -           | -           | 115    | 18     |

## Palmarès

### Club

#### Competizioni nazionali
- Pervaja Liga: 1

Baltika: 2024-2025